# Emmanuel Costa
Pour les articles homonymes, voir Costa.

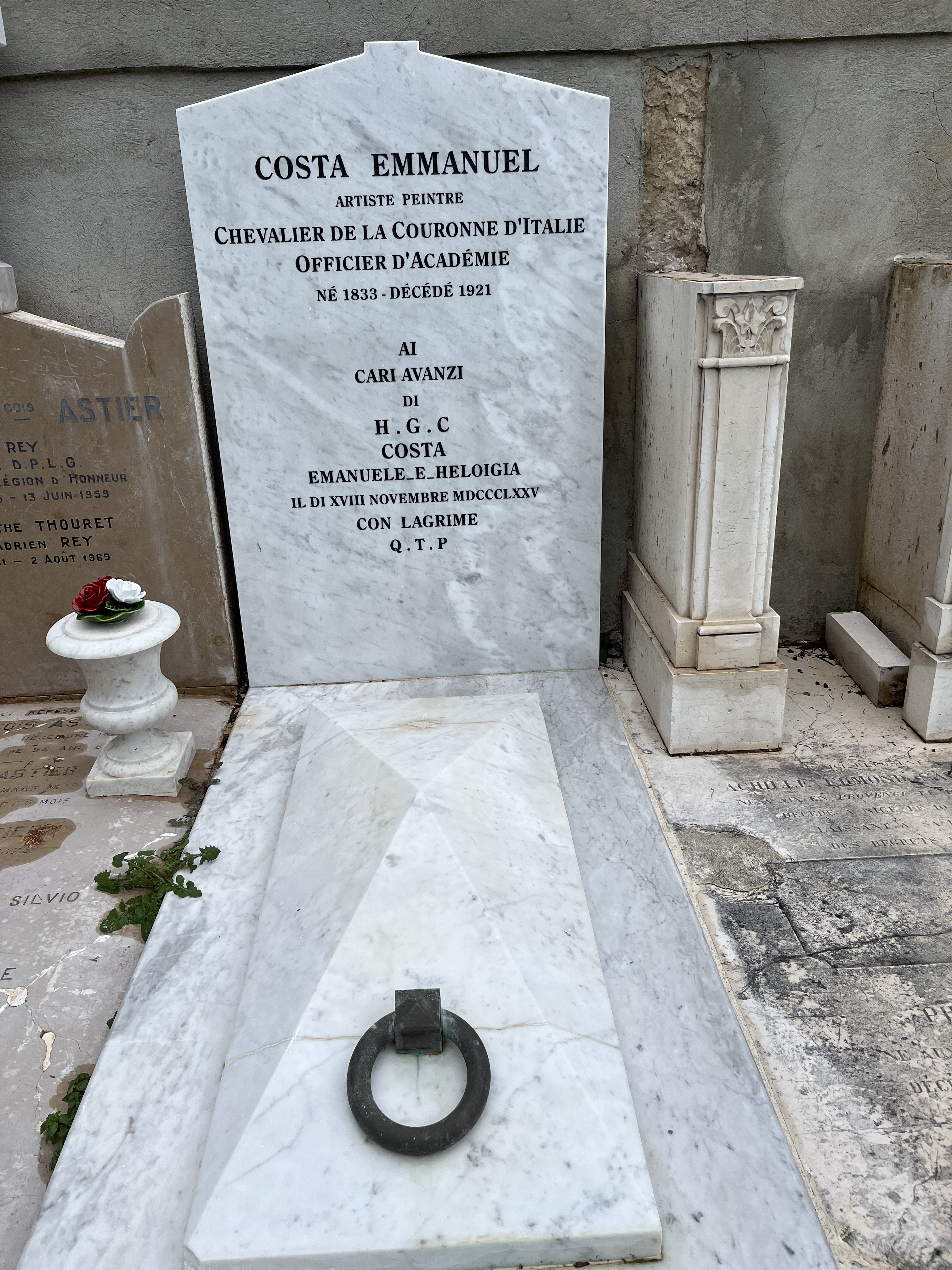
Sépulture d'Emmanuel Costa au cimetière Caucade à Nice.

Emmanuel Louis Costa est un peintre français, né à Menton le 6 juin 1833, mort à Nice le 31 mars 1921.
Il est le fils de Charles Costa, doreur sur bois et métaux.

## Biographie

### Formation
Il a peut-être suivi les cours du Collegio Nazionale et ceux de l'école Barberi. Les articles nécrologiques indiquent qu'il a suivi les cours du peintre Paul Delaroche, probablement quand ce dernier séjournait à Nice, les hivers, entre 1849 à 1856, et de Gaetano Ferri, peintre d'histoire et professeur à l'Académie Royale, à Turin. Il a été un temps substitut de son maître à l'Académie Royale.
Il est resté sentimentalement attaché à la monarchie de Piémont-Sardaigne. Pour une exposition de tableaux, en 1878, il indique comme nationalité « italien ».
Il fait de nombreux voyages en Italie, en particulier à Venise. Il y rencontre la pianiste Louise Vecchi avec laquelle il se marie. De cette union naîtront treize enfants. Deux de ses fils, Camille et Frédéric, ont été peintres à Nice. Il s'installe à Nice comme « peintre d'histoire et restaurateur de tableaux ». Des années 1860 aux années 1890 il est installé place Saint-Dominique, actuelle place du Palais.

### Réalisations
Emmanuel Costa a été un peintre de Nice et de la Méditerranée, en s'attachant à montrer des paysages niçois et des environs, des Niçois dans leurs activités et en détaillant leurs costumes.
Il participe à sa première exposition à Nice, en 1853, organisée par la Société des Amis des Arts de Nice, où il présente une Étude d'enfant.
En 1863, il expose Oliviers à l'Ariccia, effet de nuit au Salon des refusés de Paris.
En 1877, à Nice, il expose La Baigneuse et Portait de M. R.. Son fils Charles expose un tableau.
À la première exposition organisée par la Société des Beaux-Arts de la ville de Nice, en 1878, il expose deux tableaux, Paysan de Nice et Pèlerin. Son fils Charles y présente deux tableaux.
En 1880, il participe à sa dernière exposition niçoise La Prière.
Le cercle L'Artistique est fondé à Nice en 1895 qui reçoit de nombreuses personnalités. Costa en devient rapidement un membre.
Emmanuel Costa a réalisé des peintures religieuses, pour l'église des Franciscains du boulevard Carabacel, le chemin de croix pour l'église du Port, pour l'église du couvent des Augustines de la rue Notre-Dame, détruite. Il a fait des peintures pour des églises et des chapelles à Touët-sur-Var, à Beuil, à La Bollène, à Saint-Étienne-de-Tinée et Tende. Il a répondu à des commandes d'autres villes, à Lons-le-Saulnier, à Lyon, et de pays étrangers, à Varsovie.
Il a surtout été un peintre de nombreuses fresques décoratives dans des villas, châteaux et immeubles particuliers. La ville de Nice lui passe commande en 1884 de diverses peintures pour l'intérieur de l'opéra de Nice qui vient d'être terminé, en particulier le plafond de la grande salle qu'il peint dans son entier et les panneaux des Neuf muses dans le foyer. Il participe aussi aux décors des œuvres lyriques présentées à l'opéra.
Il réalise les plafonds du Cercle de la Méditerranée et du premier Casino de Nice.
En 1867, il peint avec le peintre Gaya le plafond de la salle à manger du Grand Hôtel construit par la famille Schmitz.
Il réalise des décors à l'intérieur du Palais du Gouvernement de Monaco et deux peintures pour la nouvelle salle de l'Hôtel de Paris, La Jeunesse de Bacchus et Promenade de Silène.
Parallèlement, il a aussi profité de ses voyages à Venise pour faire des relevés des peintures de Tiepolo dont il admirait les compositions et coloris.
Il a été un aquarelliste de talent en réalisant des centaines de vues de formats variés. Il a mis au point une formule originale pour ses aquarelles qui les rend facilement reconnaissables.
À la fin de sa vie, il fait une chute d'un échafaudage qu'il avait installé pour peindre une grande toile. Il doit être amputé d'une jambe et ne peut plus alors que peindre des toiles de petits formats.

## Distinctions
- Officier d'académie, en 1906 ;
- Chevalier de la Couronne d'Italie, en avril 1914.

## Rue à Nice
Une rue de Nice porte son nom, entre les rues Longchamp et Raynardi.